# Patos de Minas
Patos de Minas är en stad och kommun i sydöstra Brasilien och ligger i delstaten Minas Gerais. Folkmängden i kommunen uppgår till cirka 150 000 invånare, varav cirka 120 000 bor i själva centralorten.

## Historia
Patos de Minas grundades 1826 då lokala markägare donerade land åt en bosättning som fick namnet Vila de Santo Antônio dos Patos. 1892 ändrades namnet till Patos, som 1944 ändrades ytterligare en gång, till dagens Patos de Minas. Ursprungligen kommer namnet Patos, änder, av den stora mängd andfåglar som fanns i sjöar i området.

## Administrativ indelning
Kommunen var år 2010 indelad i sju distrikt:
- Bom Sucesso de Patos
- Chumbo
- Major Porto
- Patos de Minas
- Pilar
- Pindaíbas
- Santana de Patos

## Befolkningsutveckling
| Område              | Areal (km²)   | Invånarantal 1 augusti 2000 | Invånarantal 1 augusti 2010 | Invånarantal 1 juli 2014 |
| ------------------- | ------------- | --------------------------- | --------------------------- | ------------------------ |
| Kommun              | 3 189,77      | 123 881                     | 138 710                     | 147 614                  |
| Urban befolkning    | Ingen uppgift | 111 333                     | 127 724                     | Ingen uppgift            |
| ...varav centralort | Ingen uppgift | 107 449                     | 124 353                     | Ingen uppgift            |